# Johann Nathanael Lieberkühn

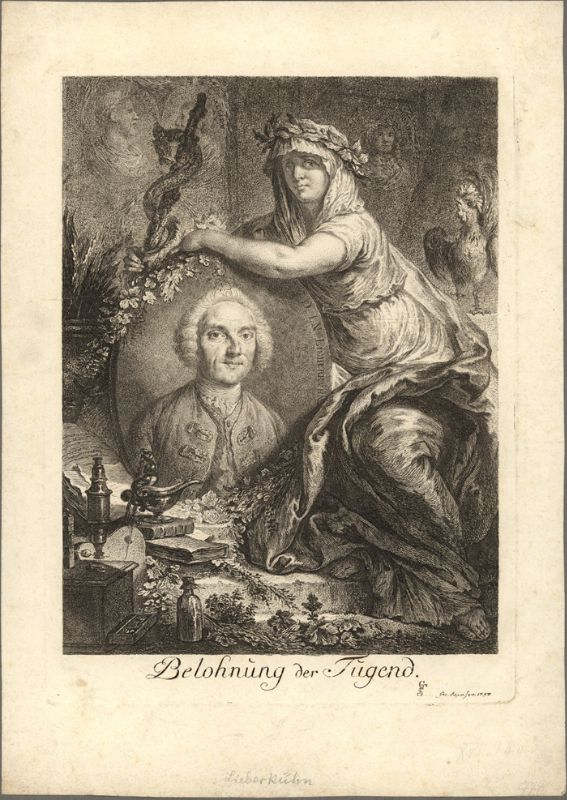
Johann Nathanael Lieberkühn, links (1757)

Johann Nathanael Lieberkühn (* 5. September 1711 in Berlin; † 7. Oktober 1756 ebenda) war ein deutscher Mediziner und Optiker. Als Forscher befasste er sich unter anderem mit den Drüsen der Darmschleimhaut.

## Leben
Auf Wunsch seines Vaters studierte Lieberkühn drei Jahre an der Universität Halle Theologie, wechselte später an die Universität Jena um Physik, speziell Mechanik, zu studieren. Dort besuchte er Seminare der Mediziner Georg Erhard Hamberger (1697–1755), Hermann Friedrich Teichmeyer und Georg Wolfgang Wedel und ließ sich dadurch inspirieren, Medizin und Naturwissenschaften zu studieren.
1733 ging Lieberkühn nach Rostock, wo sein Bruder Samuel eine Anstellung als Prediger innehatte. Durch dieses Vorbild sollte Lieberkühn doch noch für den geistlichen Stand gewonnen werden.  Als dann unerwartet sein Vater starb, unternahm Lieberkühn eine Studienreise durch Deutschland und ging 1739 an die Universität Leiden. Dort studierte er bei den Medizinern Bernhard Siegfried Albinus, Hermann Boerhaave und Hieronymus David Gaub (* um 1705; † 1780). In Leiden veröffentlichte er auch seine Dissertation „De valvula coli et usu processus vermicularis“ und promovierte anschließend zum Dr. med. Am 18. März 1737 wurde Johann Nathanael Lieberkühn mit dem Beinamen Daedalus II. als Mitglied (Matrikel-Nr. 469) in die Deutsche Akademie der Naturforscher Leopoldina aufgenommen.
1740 unternahm Lieberkühn eine weitere Studienreise nach London, wo er Mitglied der Royal Society wurde, anschließend hielt er sich mehrere Monate in Paris auf. Danach kehrte er als Mitglied des Medizinischen Obercollegiums nach Berlin zurück, konstruierte mathematische und optische Instrumente und war als niedergelassener Arzt sowie als Anatom tätig, war jedoch nie Hochschullehrer.
Am Anatomischen Theater arbeitete Lieberkühn mit dem Professor der Chirurgie August Schaarschmidt zusammen.

## Rezeption

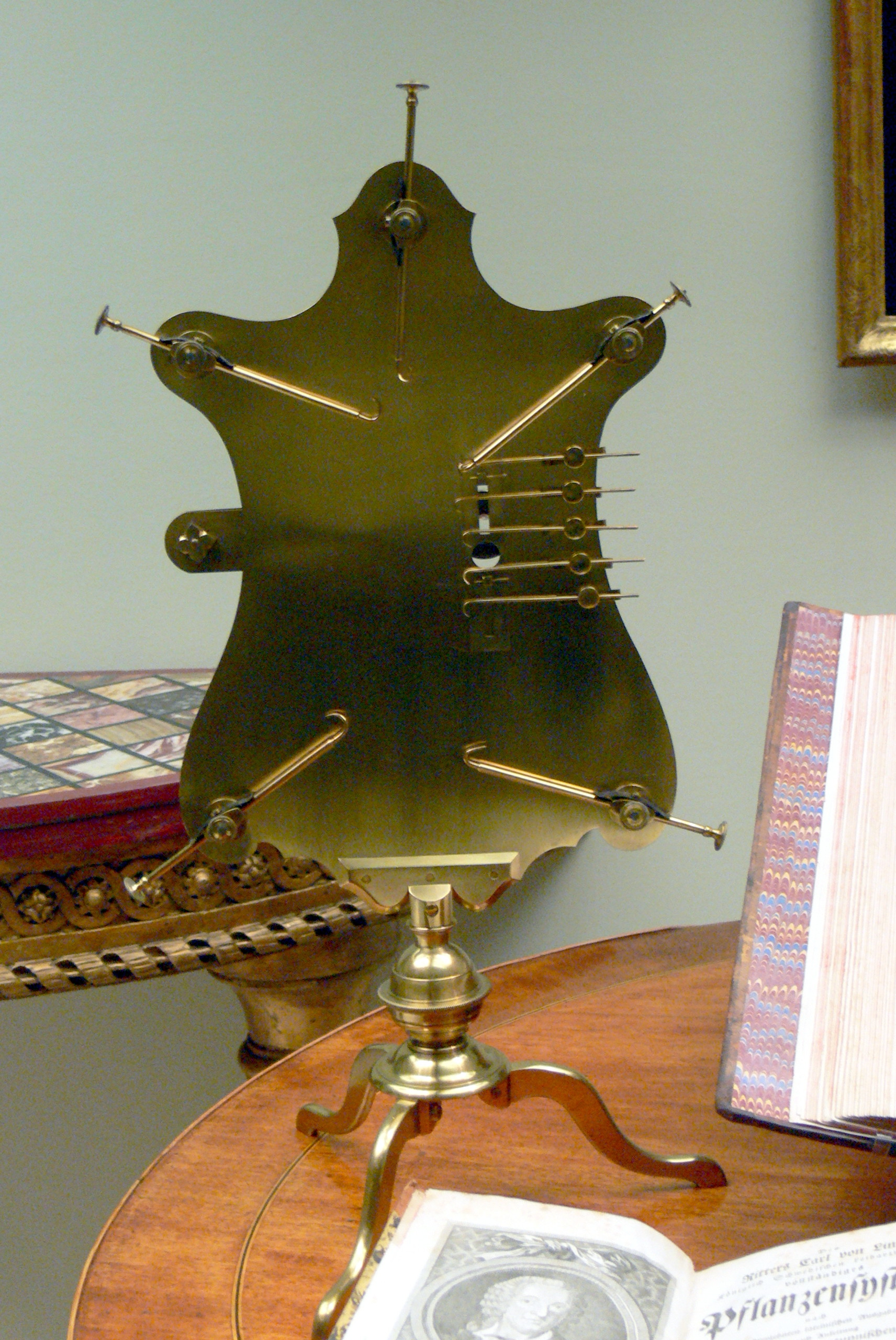
Froschplatte (1734) zur Fixierung von Kleintieren von Johann Nathanael Lieberkühn, Deutsches Historisches Museum (Berlin)

Neben seinen umfassenden medizinischen und naturwissenschaftlichen Kenntnissen war Lieberkühn auch technisch sehr versiert. Die von ihm benötigten Instrumente, einschließlich der Mikroskope, entwarf er selbst und fertigte sie auch selbst an. Er entwickelte das 1710 von Theodor Balthasar erfundene Sonnenmikroskop (ein im 18. Jahrhundert sehr populäres Projektionsmikroskop) weiter. Daneben schuf er beispielsweise zum Studium der Blutgefäße spezielle Mikroskope, die seine Zeitgenossen als „Wundergläser“ bezeichneten. Der Lieberkühn-Spiegel wurde zwar nicht von ihm erfunden aber von ihm verwendet und später nach ihm benannt.
Neben seinen physiologischen Arbeiten wurde Lieberkühn vor allem auch durch seine anatomischen Injektions- und Korrosionspräparate, bei denen er erstmals Mineralsäuren zur Korrosion benutzte, bekannt. Er stellte im Lauf seines Lebens weit über 400 Gefäßinjektionspräparate her; für die er auch sein katadioptrisches Mikroskop entwickelt hatte. Die Präparate basierten vor allem auf Injektionen von wachshaltigen Flüssigkeiten in Körperhohlräume und der danach folgenden Ausformung, Wachsverbrennung und Ausgießung mit geschmolzenem Silber. Nach ihm benannt wurden die Lieberkühnschen Krypten (auch Lieberkühnsche Drüsen oder Glandulae intestinales genannt), die er 1745 erstmals in „De fabrica et actione vollorum intestinorum tenuium hominis“ detailliert beschrieb.

Nach Lieberkühns Tod kam diese Präparate-Sammlung durch Vermittlung von Lorenz Heister in den Besitz von Gottfried Christoph Beireis und war in Teilen noch bis ins 19. Jahrhundert regelmäßig in medizinischen Kabinetten, besonders in Moskau, als Meisterstücke zu sehen.
Eine Sammlung von Präparaten Lieberkühns befindet sich auch im anatomischen Institut der Humboldt-Universität Berlin.

## Schriften (Auswahl)
- Dissertatio anatomico-physiologica de fabrica et actione villorum intestinorum tenuium hominis. Wishof, Leiden 1745 (llustriert von Pieter Lyonnet). (Digitalisat)
- Diss. inaug. de valvula coli et usu processus vermicularis. Göttingen 1746. (Digitalisat)